# 昆吾石
昆吾石是中国古代传说中的一种矿石，产自十洲三岛中的流洲，用这种矿石锻造出的刀剑，如水精般光明夜照，能削玉如泥。传说西胡曾向周穆王和秦始皇进献用昆吾石锻造的宝刀。昆吾亦可代指美石和刀剑。

## 记载
- 《十洲记》：“上多山川积石，名为昆吾。冶其石成铁作剑，光明洞照如水精状，割玉物如割泥。” “周穆王时，西胡献昆吾割玉刀及夜光常满杯。”